# Rhopalozetes brazilianus
Rhopalozetes brazilianus är en kvalsterart som först beskrevs av Balogh och Sandór Mahunka 1969.  Rhopalozetes brazilianus ingår i släktet Rhopalozetes och familjen Microzetidae. Inga underarter finns listade i Catalogue of Life.